# Apocephalus ancylus
Apocephalus ancylus är en tvåvingeart som beskrevs av Brown 1997. Apocephalus ancylus ingår i släktet Apocephalus och familjen puckelflugor. Inga underarter finns listade i Catalogue of Life.